# Duitse Rijksdagverkiezingen 1912
De Rijksdagverkiezingen van 1912 waren de laatste rijksdagverkiezingen ten tijde van het Duitse Keizerrijk.
De opkomst bedroeg 85%, even hoog als bij de rijksdagverkiezingen van 1907.
De rijksdagverkiezingen van 1912 waren vanuit historisch oogpunt niet alleen belangrijk omdat zij de laatste waren ten tijde van het Duitse Keizerrijk, maar ook omdat deze verkiezingen de definitieve doorbraak van de Sociaaldemocratische Partij van Duitsland (SPD, Sozialdemokratische Partei Deutschlands) betekenden. Wonnen de sociaaldemocraten bij de eerste rijksdagverkiezingen van 1871 slechts twee zetels, bij de rijksdagverkiezingen van 1912 sleepte de SPD 110 zetels in de wacht. De SPD kreeg 34,8% van de stemmen. Tweede werd de rooms-katholieke Centrumpartij (Zentrumspartei), die met 16,4% van de stemmen 91 zetels veroverde. In vergelijking tot de rijksdagverkiezingen van 1907 was dit echter een verlies van 14 zetels. De grote verliezers waren de rechtse partijen, de Duitse Conservatieve Partij (Deutschkonservative Partei), de Duitse Rijkspartij (Deutsche Reichspartei) en de Nationaal-Liberale Partij (Nationalliberale Partei). De extreemrechtse antisemitische partijen die bij de rijksdagverkiezingen van 1907 nog goed waren voor 21 zetels, verloren er 11 en kwamen op 10.
Omdat het Duitse Keizerrijk geen democratie was en het kabinet geen verantwoording hoefde af te leggen aan het Duitse parlement, maar aan de keizer, vond men het niet nodig om de sociaaldemocraten in de regering op te nemen. Wél werd de sociaaldemocratische voorman Philipp Scheidemann ondervoorzitter van Rijksdag.

## Uitslag
| Partij                                                                              | zetels    |
| ----------------------------------------------------------------------------------- | --------- |
| Sociaaldemocratische Partij van Duitsland (Sozialdemokratische Partei Deutschlands) | 110 (+67) |
| Centrumpartij (Zentrumspartei)                                                      | 91 (-14)  |
| Nationaal-Liberale Partij (Nationalliberale Partei)                                 | 45 (-9)   |
| Duitse Conservatieve Partij (Deutschkonservative Partei)                            | 43 (-16)  |
| Vooruitstrevende Volkspartij (Fortschrittliche Volkspartei)                         | 42 (+42)  |
| Poolse Lijst (Polnische Liste)                                                      | 18 (-2)   |
| Duitse Rijkspartij (Deutsche Reichspartei)                                          | 14 (-10)  |
| Lijst Elzas-Lotharingen (Liste Elsaß-Lothringen)                                    | 9 (+2)    |
| Duits-Hannoveraanse Partij (Deutsch-Hannoversche Partei)                            | 5 (+4)    |
| Antisemieten (Antisemiten)                                                          | 3 (-13)   |
| Landbouwersbond (Bund der Landwirte)                                                | 7 (-6)    |
| Overigen                                                                            | 2         |
| Deense Lijst (Dänische Liste)                                                       | 1 (-)     |
| www.dhm.de                                                                          |           |
| Totaal                                                                              | 397       |

## Voetnoten
1. ↑  In dit geval keizer Wilhelm II van Duitsland